# پده (بم)
پده (بم)، روستایی از توابع بخش مرکزی شهرستان بم در استان کرمان ایران است.

## جمعیت
این روستا در دهستان حومه قرار دارد و براساس سرشماری مرکز آمار ایران در سال ۱۳۸۵، جمعیت آن زیر سه خانوار بوده‌است.

## پیشینه تاریخی
روستای پده دارای سابقه تاریخی بسیار طولانی است در این روستا دو قبرستان وجود دارد که قدمت اولی آن بیش از هزارسال و پیشینه تاریخی دومی بر اساس سنگ نوشته‌های موجود در این قبرستان بیش از ۵۰۰ سال می‌باشد دو اثر از سنگ‌های قبرستانی این روستا در موزه میراث فرهنگی ارگ بم نگهداری می‌شود.
نام قدیم روستای پده به نظر می‌آید کلمه ساردی می‌باشد (قسمتی از باغهای این روستا به ساردی مشهور هستند) کلمه ساردی در فرهنگ لغات عربی یا فارسی هیچگونه معنی و ترجمه‌ای که مختص مناطق جغرافیایی ایران باشد ذکر نشده‌است و فقط در لغت نامه دهخدا کلمه ساردی را همان کلمه ساردیقه یا سردیکا نام قدیم صوفیه پایتخت بلغارستان دانسته است بنظر می‌آید این کلمه مربوط به دوران اشکانیان قریب دوهزارسال پیش است در دوره اشکانیان فرماندهی از روم باستان بنام کراسوس به ایران حمله می‌کند و به لشکر ایران که فرماندهی آن را فردی بنام سورنا از طایفه رستم دستان که اهل سیستان بوده برخورد می‌کند از انجا که جنگجویان ایرانی از ساز وبرگ‌های جنگی پیشرفته‌ای برخوردار بودند در این جنگ پیروز می‌شوند و کراسوس کشته می‌شود و شکست دادن کراسوس جز افتخارات ایرانیان محسوب می‌شود لابد فاتحان جنگ از خبرگرفتن آشناشدن بازندگی نامه و زادگاه وسرزمین دشمن خود کراسوس ابراز خشنودی می‌کردند و اطلاع پیدا کردند که ساردیقه شهر مهمی در روم بوده که دارای آب وهوای مطلوب کوهستانی و زمین‌های حاصلخیز کشاورزی که توسط کراسوس احیا و ساخته شده‌است احتمالاً ایرانیان برای زنده نگه داشتن پیروزیشان بر کراسوس اسم ساردیقه کراسوس راکه مطابق با شرایط اب و هوایی این منطقه بوده براین دیار گذاشته‌اند.